# Паулу Фігейреду
Паулу Фігейреду (порт. Paulo Figueiredo, нар. 20 листопада 1972, Маланже) — ангольський футболіст, що грав на позиції півзахисника.
Виступав, зокрема, за клуб «Санта-Клара», а також національну збірну Анголи.

## Клубна кар'єра
Фігейредо народився в місті Маланже, Португальська Західна Африка, у сім'ї португальських колоністів, у 3-річному віці повернувся на історичну батьківщину. З 1991 по 1996 роки виступав у п'яти португальських клубах, в тому числі й один сезон у клубі «Белененсеш», в складі якого так і не вийшов на поле жодного разу в другому дивізіоні сезону 1991—1992 років.
Влітку 1996 року підписав контракт з клубом «Санта-Клара» з другого дивізіону, відзначився 5-ма голами в 33-ох матчах й під час свого третього сезону в команді допоміг їй здобути путівку до Прімейра-Ліги. 22 серпня 1999 року дебютував у цьому турнірі в нічийному (2:2) домашньому поєдинку проти «Спортінга» (Лісабон), й зіграв 31 матч у сезоні 1999/00 років, проте клуб з Азорських островів за підсумками цього ж сезону повернувся до другого дивізіону. 
Після більш ніж чотирьох сезонів у «Санта-Кларі» (два з них у вищому дивізіоні) та понад 300 офіційних матчів у всіх турнірах, Фігейредо переходить до нижчолігових португальських клубів СК «Драгоэш Сандіненсеш» та «Варзім». У 2006 році перейшов до шведського клубу «Естерс». У цьому клубі Паулу проявив себе як райнівник так і гравець групи атаки. Він став першим гравцем «Естерса», який отримав 5 балів (з 5-ти можливих) від шведської газети «Smålandsposten». У центрі поля грав разом з Андерсом Ліндеротом. Проте за підсумками сезону шведський клуб вилетів, а Фігейредо перейшов до румунського «Чахлеула», в складі якого не зіграв жодного матчу. У 2008 році перейшов до «Оліваїша», в складі якого відіграв 8 поєдинків, але жодного разу не зустрічався зі своїми колишніми клубами.
Завершив професійну ігрову кар'єру у клубі з країни свого нагородження (Анголи), «Рекреатіву ду Ліболу», за команду якого виступав протягом 2009—2010 років.

## Виступи за збірну
У 2003 році, у майже 31-річному віці, Фігуейреду був запрошений до збірної Анголі, і вперше за майже 30 років повернувся до країни свого народження. Після яскравого футболу в кваліфікації Чемпіонат світу 2006 року, в якій Паулу зіграв 10 матчів та відзначився 1 голом, 18 червня 2005 року в нічийному (1:1) поєдинку проти Нігерії, його було обрано до складу команди для участі в фінальній частині турніру в Німеччині. В фінальній частині Чемпіонату світу Ангольці були дебютантами турніру, проте незважаючи на це в груповому етапі двічі зіграли внічию
2003 року дебютував в офіційних матчах у складі національної збірної Анголи. Протягом кар'єри у національній команді, яка тривала 6 років, провів у формі головної команди країни 38 матчів, забивши 4 голи.
У складі збірної також був учасником Кубка африканських націй 2006 року в Єгипті (команда вилетіла за підсумками групового етапу) та Кубку африканських націй 2008 року у Гані (ангольці зупинилися на стадії 1/4 фіналу).

### Голи за збірну
| №  | Дата            | Місце                                                | Суперник | Рахунок | Результат | Змагання     |
| -- | --------------- | ---------------------------------------------------- | -------- | ------- | --------- | ------------ |
| 1. | 18 червня 2005  | Сані Абаша, Кано, Нігерія                            | Нігерія  | 1–1     | 1–1       | кв. ЧС 2006  |
| 2. | 25 березня 2007 | Сідадела, Луанда, Ангола                             | Еритрея  | 6–1     | 6–1       | кв. КАФ 2008 |
| 3. | 17 червня 2007  | Сідадела, Луанда, Ангола                             | Есватіні | 1–0     | 3–0       | кв. КАФ 2008 |
| 4. | 13 January 2008 | Спортивний комплекс, Алверка-ду-Рібетажу, Португалія | Єгипет   | 1–1     | 3–3       | Товариський  |